# Teniente César López Rojas (distrito)
O Distrito peruano de Teniente César López Rojas é um dos seis distritos que formam a Província de Alto Amazonas, situada no Departamento de Loreto, pertencente a Região Loreto, Peru.

## Transporte
O distrito de Teniente César López Rojas não é servido pelo sistema de estradas terrestres do Peru.